# Josef Wolfgruber
Josef Wolfgruber   (Lauter, 6 de desembre de 1949) és un antic pilot d'enduro i trial alemany, guanyador de sis Campionats d'Europa d'enduro consecutius i membre de l'equip de la RFA que guanyà el Trofeu als ISDT de 1975 i 1976. Pel que fa al trial, en guanyà quatre Campionats d'Alemanya entre el 1968 i el 1972.
Nascut a Lauter, un districte de Surberg, a l'Alta Baviera, Wolfgruber va començar a competir en trial el 1966, a 18 anys, i en fou campió alemany per primera vegada dos anys després, el 1968. Va renovar el títol els anys 1969, 1971 i 1972, sempre amb Zündapp. El 1969 va interessar-se també per l'enduro i el 1971 en va guanyar el campionat d'Alemanya en la cilindrada de 50 cc, alhora que guanyava també el seu primer campionat d'Europa, aquest en 75 cc. L'any següent, canvià a la categoria dels 100 cc i en guanyà també el títol, cosa que va fer de forma ininterrompuda fins al 1976. Josef Wolfgruber es va retirar de la competició aquell mateix any, 1976, després de participar en els ISDT de Zeltweg, Àustria. Tots els triomfs que va aconseguir durant la seva carrera els va guanyar amb una Zündapp.

## Palmarès

### Campionat d'Europa d'enduro
- 1 Campionat d'Europa d'enduro en 75cc (1971)
- 5 Campionats d'Europa d'enduro en 100cc (1972 a 1976)

### ISDT
- 2 Victòries al Trofeu (1975 i 1976)

### Campionat d'Alemanya
- 1 Campionat d'Alemanya d'enduro en 50cc (1971)
- 1 Campionat d'Alemanya de trial en 100cc (1968)
- 2 Campionats d'Alemanya de trial en 50cc (1969-1971)
- 1 Campionat d'Alemanya de trial en superiors a 125cc (1972)